# 本多友紀
本多 友紀（ほんだ ゆうき、1990年9月18日 - ）は、日本の男性ソングライター、編曲家、ギタリスト。Arte Refact所属。

## 来歴・人物
北海道石狩郡出身。中学生の頃、周りに感化されギターを始める。立命館慶祥高等学校時代にギタリストを志し、洗足学園音楽大学入学をきっかけに上京するが、作曲の楽しみに目覚め転向。2015年末にArte Refactに所属した。
VOCALOIDなど従来のJ-POPとは違う新しい音楽に触れ、影響を強く受ける。また上松範康を代表とする音楽制作チーム・Elements Gardenの影響で「カッコいいアニソン」を意識するようになる。キャッチーなメロディー、日本人的アイデンティティーを信念に楽曲を制作している。
2022年10月19日、声優の紡木吏佐との結婚を双方より発表したが、2023年10月31日、9月下旬をもって離婚していたことを双方より発表した。

## 主な作品

### アーティスト関連楽曲
- イコノイジョイ
  - 「トリプルデート」（作曲）

- =LOVE
  - 「Be Selfish」（作曲）
  - 「「ドライブ デート 都内」」（作曲）

- 大橋彩香
  - 「ハッピーメリーゴーランド！」（作編曲）

- 岡咲美保
  - 「MY SPIRAL」（作曲）
  - 「ペタルズ」（作曲）
  - 「バブルス」（作曲）
  - 「アンビリバボーアンセム」（作編曲）

- 鬼頭明里
  - 「アフターグロウ」（作曲[9]）

- 霧島若歌
  - 「ambivalent future」（作編曲）

- SparQlew[上村祐翔・千葉翔也・保住有哉・堀江瞬・吉永拓斗]
  - 「弦風景」（作編曲）
  - 「ハジマリノソラ」（作曲）

- 高橋李依
  - 「ひとつがいマグネティック」（作曲）

- 超ときめき♡宣伝部
  - 「リトライ、青春!」（作曲）

- 寺島拓篤
  - 「ID」（作編曲）

- 土岐隼一
  - 「僕らには有ったよなぁ」（作曲）

- ≒JOY
  - 「今日も君の夢を見たんだ」（作曲）

- ≠ME
  - 「まほろばアスタリスク」（作曲）

- Pile
  - 「VENGEANCE」（編曲）
  - 「Signal」（作編曲）
  - 「Brownie Kiss」（作曲）

- Run Girls, Run!
  - 「ドリーミング☆チャンネル!」（作曲）
  - 「無限大ランナー」（作曲）
  - 「蒼穹のBlue Grandia」（作曲）

- 江口拓也
  - 「ハローグッバイ」（作詞作曲）
  - 「Love Loser」（作詞作曲）
  - 「素敵な夜に」（作詞作曲）
  - 「Good Unite Infinity」（作詞作曲）
  - 「Life goes on」（作詞作曲）
  - 「Love & Smile」（作詞作曲）
- ミームトーキョー
  - 「SNSKILLER」（作曲）
- 卯月コウ
  - 「何者」（作詞作曲）
- いれいす
  - 「無敵スマイル宣言！」（作曲）
  - 「Rap-unzel」（初兎）（作編曲）
  - 「CiRCUS」(作曲)

### ゲーム関連楽曲
- アイドルマスター ミリオンライブ!
  - 伊吹翼（Machico）
    - 「ロケットスター☆」（作編曲）

  - 大神環（稲川英里）
    - 「たんけんぼうけん☆ハイホー隊」（作曲）

  - 島原エレナ（角元明日香）・宮尾美也（桐谷蝶々）
    - 「想い出はクリアスカイ」（作編曲）

- アイドルマスター SideM
  - Beit
    - 「TOMORROW DIAMOND」（作編曲）

  - Beit・S.E.M
    - 「エウレカダイアリー」（作編曲）

  - Café Parade
    - 「Reversed Masquerade」（作編曲）

  - DRAMATIC STARS
    - 「MOON NIGHTのせいにして」（作曲）

  - Legenders
    - 「Legacy of Spirit」（作編曲）

  - S.E.M
    - 「From Teacher To Future!」（作曲）

  - 彩・神速一魂・THE 虎牙道
    - 「笑顔の祭りにゃ、福来る」（作曲）

  - 握野英雄（熊谷健太郎）
    - 「ハートフル・パトローラー」（作曲）

  - 伊瀬谷四季（野上翔）
    - 「サイコーCOUNT UP!」（作曲）

  - 北村想楽（汐谷文康）
    - 「Flowing Freedom」（作曲）

  - 桜庭薫（内田雄馬）
    - 「Because」（作編曲）

  - 姫野かのん（村瀬歩）
    - 「ふわもこシフォンはゆめのなか♪」（作編曲）

  - 渡辺みのり（高塚智人）
    - 「Cherish BOUQUET」（作編曲）

- アイドルマスター シャイニーカラーズ
  - アンティーカ
    - 「Black Reverie」（作編曲）

  - ストレイライト
    - 「Hide & Attack」（作曲）

  - 福丸小糸（田嶌紗蘭）
    - 「わたしの主人公はわたしだから！」（作曲）

- 青空アンダーガールズ!Re:vengerS
  - 友守唯衣花（花守ゆみり）
    - 「フリーダムハート」（作編曲）

  - 土方アリス（水瀬いのり）
    - 「Sparkling Star」（作編曲）

- あんさんぶるガールズ!
  - 君咲学院軽音部（清水理沙、小松未可子、潘めぐみ、金元寿子）
    - 「聖ナルカナ、黒キ月ノ雫」（作編曲）

- あんさんぶるスターズ!
  - Adam[乱凪砂（諏訪部順一）・七種茨（逢坂良太）]
    - 「The Beast of the End」（作曲）

  - Eden[乱凪砂（諏訪部順一）・巴日和（花江夏樹）・七種茨（逢坂良太）・漣ジュン（内田雄馬）]
    - 「THE GENESIS」（作曲）
    - 「Dance in the Apocalypse」（作曲）
    - 「Psyche's Butterfly」（作曲）

  - Ring.A.Bell[高峯翠(渡辺拓海)・衣更真緒(梶裕貴)・月永レオ(浅沼晋太郎)・蓮巳敬人(梅原裕一郎)・天祥院英智(緑川光)］
    - 「Aisle, be with you」（作曲）

  - 紅月[蓮巳敬人(梅原裕一郎)・鬼龍紅郎(神尾晋一郎)・神崎颯馬(神永圭佑)］
    - 「紅月いろは唄」（作曲）

  - 斎宮宗（高橋広樹）
    - 「Cloth Waltz」（作曲）

  - 朔間凛月（山下大輝）
    - 「真夜中のノクターン」（作編曲）

  - 紫之創（高坂知也）
    - 「Happy Coming*ティータイム」（作曲）

  - 南雲鉄虎（中島ヨシキ）
    - 「IRON HEART TIGER!」（作編曲）

  - 仁兎なずな（米内佑希）
    - 「に～ちゃん応援団☆」（作編曲）

  - 守沢千秋（帆世雄一）
    - 「ALWAYS HERO!」（作編曲）

- 少女☆歌劇 レヴュースタァライト -Re LIVE-
  - スタァライト九九組
    - 「ディスカバリー！」（主題歌、作編曲）

- バドミントンガールズ
  - 広瀬夏奈子（柳原可奈子）・名取茉莉愛（前田佳織里）・高城絵理華（黒木ほの香）・鳴瀬瑠依紗（和多田美咲）・砂押歩恵夢（中島優衣）
    - 「全力全身DREAMER!」（作曲）

- POSSESSION MAGENTA
  - 桃井優一郎（岡本信彦）
    - 「Delicious Harmony」（作曲）

- プリンセスコネクト!Re:Dive
  - カヤ（小市眞琴）・ホマレ（大西沙織）・イノリ（藤田茜）
    - 「Seize The Day!」

- ミリオンアーサー アルカナブラッド
  - 二刀アーサー（ランズベリー・アーサー）
    - 「Drive Away」（作曲）
- オンゲキ
  - 日向千夏（岡咲美保）
    - 「まっすぐ→→→ストリーム！」（作編曲）

  - 星咲あかり（赤尾ひかる）・藍原 椿（橋本ちなみ）・早乙女彩華（中島 唯）・柏木咲姫（石見舞菜香）・柏木美亜（和氣あず未）[注 1]
    - 「No Limit RED Force」（作編曲）

- アイドリッシュセブン
  - IDOLiSH7
    - 「NiGHTFALL」（作曲）

### アニメ関連楽曲
- アイドルタイムプリパラ
  - 夢川ゆい（伊達朱里紗）・真中らぁら（茜屋日海夏）
    - 「ブランニューハピネス！」（作曲・酒井拓也と共編曲）

  - MY☆DREAM
    - 「ハートフル♡ドリーム」（作曲）
    - 「ピュア・ハート・カレンダー」（作曲）

  - WITH
    - 「ALWAYS WiTH YOU!!」（作曲）

  - NonSugar
    - 「スパイシー♪ホット＊ケーキ!!!」（作編曲）
    - 「リザーブ・ザ・リバース！」（作編曲）

- アイドルマスター SideM
  - DRAMATIC STARS
    - 「ARRIVE TO STAR」（作曲）

  - プロデューサー（石川界人）＆山村賢（河西健吾）with 齋藤孝司（立木文彦）
    - 「嗚呼、情熱に星は輝く〜315プロダクション社歌〜」（作編曲）

- THE IDOLM@STER Prologue SideM Episode of Jupiter
  - Jupiter[天ヶ瀬冬馬（寺島拓篤）・伊集院北斗（神原大地）・御手洗翔太（松岡禎丞）]
    - 「Alice or Guilty –Indies Live Arrange-」（編曲）

- あんさんぶるスターズ!
  - 紅月[蓮巳敬人(梅原裕一郎)・鬼龍紅郎(神尾晋一郎)・神崎颯馬(神永圭佑)］
    - 「月下無双、紅の舞」（作曲）

- ウマ娘 プリティーダービー Season 2
  - トウカイテイオー(Machico)・メジロマックイーン(大西沙織)
    - 「木漏れ日のエール」（作曲）

- 劇場版ガールズ&パンツァー 最終章
  - 佐咲紗花
    - 「Grand symphony」（作編曲）

- キラッとプリ☆チャン
  - 赤城あんな（芹澤優）
    - 「ヒロインズドラマ」（作編曲）

  - 桃山みらい（林 鼓子）・虹ノ咲だいあ（佐々木李子）
    - 「MEMORIES FOR FUTURE」（作編曲）

  - W Daia
    - 「MEMORIES FOR FUTURE -Ray-」（作曲）

- 競女!!!!!!!!
  - AiRI
    - 「DREAM×SCRAMBLE!」（OP、作編曲）

- SSSS.GRIDMAN
  - 響裕太（広瀬裕也）
    - 「ONLY I CAN」（作編曲）

- SERVAMP-サーヴァンプ-
  - 城田真昼（寺島拓篤）・クロ（梶裕貴）
    - 「未完成DESTINATION」（作編曲）

- 少女☆歌劇 レヴュースタァライト
  - スタァライト九九組
    - 「星のダイアローグ」（OP、作編曲）

  - 愛城華恋（小山百代）・神楽ひかり（三森すずこ）・天堂真矢（富田麻帆）・西條クロディーヌ（相羽あいな）
    - 「-Star Divine- フィナーレ」（作編曲）

- 天使の3P!
  - Baby's breath[五島潤（大野柚布子）・紅葉谷希美（遠藤ゆりか）・金城そら（古賀葵）]
    - 「楔」（ED、作編曲）

- ドリフェス!R
  - KUROFUNE[風間圭吾（戸谷公人）・黒石勇人（株元英彰）]
    - 「Whole New World」（作編曲）

  - 株元英彰（as 黒石勇人）
    - 「SINGIN' IS ALIVE」（作編曲）

- sin 七つの大罪
  - Mia REGINA
    - 「My Sweet Maiden」（OP、編曲・SHINTA-LOWと共作曲）

- プラネット・ウィズ
  - 渕上舞
    - 「Rainbow Planet」（OP、作曲）

- Free!-Dive to the Future-
  - STYLEFIVE[七瀬遙（島﨑信長）・橘真琴（鈴木達央）・松岡凛（宮野真守）・葉月渚（代永翼）・竜ヶ崎怜（平川大輔）]
    - 「GOLD EVOLUTION」（ED、作曲）

- プリパラ
  - SoLaMi SMILE・DressingPafé
    - 「組曲フォーエバー☆フレンズ」〜インターリュード〜『メモリーズ・メドレー』（桑原聖・石塚玲依と共作曲）

  - NonSugar
    - 「シュガーレス×フレンド」（作曲）

- 劇場版プリパラ み〜んなでかがやけ！キラリン☆スターライブ！
  - 南みれぃ（芹澤優）
    - 「TRIal HEART 〜恋の違反チケット〜」（作曲）

- 文豪ストレイドッグス
  - 江戸川乱歩（神谷浩史）
    - 「迷宮解読遊戯」（作編曲）

  - 梶井基次郎（羽多野渉）
    - 「状態変化実験における不可逆的事象の考察について」（作曲）

  - 中原中也（谷山紀章）
    - 「DARKNESS MY SORROW」（作曲）

- 魔法少女 俺
  - 大橋彩香
    - 「NOISY LOVE POWER☆」（OP、作編曲）

- やがて君になる
  - 小糸侑（髙田憂希）・七海燈子（寿美菜子）
    - 「hectopascal」（ED、作曲）

- ラブライブ!サンシャイン!!
  - Guilty Kiss[桜内梨子（逢田梨香子）・津島善子（小林愛香）・小原鞠莉（鈴木愛奈）]
    - 「Guilty Eyes Fever」（作曲）
    - 「Phantom Rocket Adventure」(作曲)

- レガリア The Three Sacred Stars
  - TRUE
    - 「Divine Spell」（OP、作編曲）

- ワンパンマン
  - 古川慎
    - 「地図が無くても戻るから」（ED、作編曲）

### 舞台関連・その他楽曲
- 舞台あんさんぶるスターズ! エクストラ・ステージ 〜Judge of Knights～
  - 瀬名泉（高崎翔太）、鳴上嵐（北村諒）、仁兎なずな（大崎捺希）、鬼龍紅郎（上田堪大）
    - 「How to move'n chess」（作編曲）

- 舞台あんさんぶるスターズ! エクストラ・ステージ 〜Memory of  Marionette～
  - Valkyrie
    - 「d'Arc」（作編曲）

- 舞台少女☆歌劇 レヴュースタァライト
  - スタァライト九九組
    - 「Star Divine」（主題歌、作編曲）
    - 「キラめきのありか」（作曲）
    - 「舞台少女心得」（作曲）
    - 「スタァライトシアター」（作曲）

- 朗読劇お化けなんて全然怖くない。
  - YURiCa/花たん
    - 「13文字のアイコトバ」（作編曲）[11]

- 温泉むすめ
  - petit corolla[伊香保葉凪（茜屋日海夏）・嬉野六香（小澤亜李）・城崎亜莉咲（山下七海）・伊東椿月（鈴木絵理）]
    - 「Petit Etoile」（作編曲）

- VR Idol Stars Project Hop Step Sing!
  - 虹川仁衣菜（指出毬亜）・椎柴識理（鳥部万里子）・箕輪みかさ（日岡なつみ） 
    - 「覗かないでNAKEDハート」（作曲）